# Pero levisaria
Pero levisaria là một loài bướm đêm trong họ Geometridae.